# Championnat d'Écosse de football 1997-1998
Navigation
Édition précédente Édition suivante
La 101e édition du championnat d'Écosse de football est remportée par le Celtic Football Club. C’est son 39e titre de champion. Il met fin à une décennie de domination des Rangers sur le championnat. Le Celtic l’emporte avec 2 points d’avance sur le Rangers FC. Le Heart of Midlothian complète le podium.
Le système de promotion/relégation reste en place: descente et montée automatique pour le dernier de première division et le premier de deuxième division : Hibernian FC descend en deuxième division. Il est remplacé pour la saison 1998/99 par le Dundee FC. Il n’y a plus de barrages de relégation/promotion pour l’avant dernier de première division et le deuxième de deuxième division.
Avec 32 buts marqués en 36 matchs,  Marco Negri du Rangers Football Club remporte pour la première fois le titre de meilleur buteur du championnat.

## Les clubs de l'édition 1997-1998
| \| Aberdeen FC Glasgow · Celtic - Rangers Dundee United Édimbourg · Hibernian-Heart Motherwell FC Dunfermline Athletic Saint Johnstone Kilmarnock FC \| Localisation des clubs engagés dans le championnat. |
| Aberdeen FC Glasgow · Celtic - Rangers Dundee United Édimbourg · Hibernian-Heart Motherwell FC Dunfermline Athletic Saint Johnstone Kilmarnock FC                                                           |

| Club                               | Ville       |
| ---------------------------------- | ----------- |
| Aberdeen Football Club             | Aberdeen    |
| Celtic Football Club               | Glasgow     |
| Dundee United Football Club        | Dundee      |
| Dunfermline Athletic Football Club | Dunfermline |
| Heart of Midlothian Football Club  | Édimbourg   |
| Hibernian Football Club            | Leith       |
| Kilmarnock Football Club           | Kilmarnock  |
| Motherwell Football Club           | Motherwell  |
| Saint Johnstone Football Club      | Perth       |
| Rangers Football Club              | Glasgow     |

## Compétition

### Classement
Le classement est établi sur le barème de points classique (victoire à 2 points, match nul à 1, défaite à 0).
| Rang | Équipe                | Pts | J  | G  | N  | P  | Bp | Bc | Diff |
| ---- | --------------------- | --- | -- | -- | -- | -- | -- | -- | ---- |
| 1    | Celtic FC             | 74  | 36 | 22 | 8  | 6  | 64 | 24 | +40  |
| 2    | Rangers FC T          | 72  | 36 | 21 | 9  | 6  | 76 | 38 | +38  |
| 3    | Heart of Midlothian C | 67  | 36 | 19 | 10 | 7  | 70 | 46 | +24  |
| 4    | Kilmarnock FC         | 50  | 36 | 13 | 11 | 12 | 40 | 52 | -12  |
| 5    | Saint Johnstone P     | 48  | 36 | 13 | 9  | 14 | 38 | 42 | -4   |
| 6    | Aberdeen FC           | 39  | 36 | 9  | 12 | 15 | 39 | 53 | -14  |
| 7    | Dundee United         | 37  | 36 | 8  | 13 | 15 | 43 | 51 | -8   |
| 8    | Dunfermline Athletic  | 37  | 36 | 8  | 13 | 15 | 43 | 68 | -25  |
| 9    | Motherwell FC         | 34  | 36 | 9  | 7  | 20 | 46 | 64 | -18  |
| 10   | Hibernian FC          | 30  | 36 | 6  | 12 | 18 | 38 | 59 | -21  |

| Légende : Qualifications et relégations | Légende : Qualifications et relégations                                        |
| --------------------------------------- | ------------------------------------------------------------------------------ |
|                                         | Ligue des champions 1998-1999                                                  |
|                                         | Coupe d'Europe des vainqueurs de coupe 1998-1999                               |
|                                         | Coupe UEFA 1998-1999                                                           |
|                                         | Relégation en deuxième division                                                |
|                                         | T : Tenant du titre C : Vainqueurs de la Coupe d'Écosse de football P : Promus |

## Bilan de la saison
| Tableau d'honneur                |                     |
| Compétition                      | Vainqueur           |
| Championnat d'Écosse de football | Celtic FC           |
| Coupe d'Écosse de football       | Heart of Midlothian |

| Promotions et relégations |               |
| Promus                    | Dundee FC.    |
| Relégués                  | Hibernian FC. |

## Statistiques

### Meilleur buteur
- Marco Negri, Rangers Football Club: 32 buts